# Félix Maritaud
Félix Maritaud (ur. 12 grudnia 1992 w Berry) – francuski aktor filmowy i telewizyjny.

## Życiorys
Jako nastolatek opuścił dom rodzinny, aby odkryć Europę. Wykonując drobne prace, w 2012 wstąpił do Akademii Sztuk Pięknych, którą był zmuszony opuścić półtora roku później z powodu braku zasobów. Kiedy pracował jako barman, został dostrzeżony przez impresario, otrzymał telefon z zaproszeniem i został obsadzony w rolę Maxa, jednego z działaczy ACT UP w filmie Robina Campillo 120 uderzeń serca (2017). Debiut filmowy był zauważalny, gdy film wygrywał Grand Prix na 70. MFF w Cannes i zdobył sześć Cezarów.
W następnym roku wystąpił w dwóch filmach: rozgrywającym się w świecie pornografii dreszczowcu Nóż + serce (Un Couteau dans le cœur) z Vanessą Paradis oraz dramacie Sauvage, gdzie zagrał postać Leo, męską prostytutkę uzależnioną od narkotyków, która mieszka na ulicy. Rola ta przyniosła mu nagrodę Fundacji Louisa Roederera za Objawienie 2018 podczas Tygodnia Krytyków i Valois Adami dla najlepszego aktora na festiwalu Angoulême 2018.
W marcu 2019 na łamach magazynu „Attitude” ujawnił, że jest gejem.

## Filmografia

### Filmy fabularne
- 2017: 120 uderzeń serca (120 battements par minute) jako Max
- 2018: Nóż + serce (Un couteau dans le cœur de) jako Thierry
- 2018: Jonas (TV) jako Jonas
- 2018: Sauvage jako Léo
- 2019: Lux Æterna jako Félix
- 2020: Justice jako Pablo Pasarela de la Peña Prieta y Aragon

### Filmy krótkometrażowe
- 2017: Les îles jako punk
- 2018: Sacré coeur jako Benoît
- 2018: Tout seul jako rybak
- 2018: Enter jako F.
- 2018: Les ardents jako Ulysse
- 2018: Je fixais des vertiges
- 2019: Quel joli temps pour jouer ses vingt ans jako Jules

### Seriale TV
- 2019: Vernon Subutex jako Noël

## Nagrody
| Rok  | Nagroda                                                       | Kategoria                                 | Film               | Rezultat  |
| ---- | ------------------------------------------------------------- | ----------------------------------------- | ------------------ | --------- |
| 2018 | Nagroda Fundacji Louisa Roederera na 71. MFF w Cannes         | dla wschodzącej gwiazdy                   | Sauvage (2018)     | Wygrana   |
| 2018 | Festival du film francophone d'Angoulême                      | Najlepszy aktor                           | Sauvage (2018)     | Wygrana   |
| 2019 | Prix Lumières                                                 | Najbardziej obiecujący aktor              | Sauvage (2018)     | Wygrana   |
| 2019 | Nagroda Jury KASHISH Mumbai International Queer Film Festival | Najlepszy wykonawca w roli głównej        | Sauvage (2018)     | Wygrana   |
| 2019 | Nagroda CinEuphoria                                           | Najlepszy zespół - międzynarodowy konkurs | Nóż + serce (2018) | Nominacja |